# Гуйновци
Гуйновци (на македонска литературна норма: Гујновци) село в община Пробищип, Северна Македония.

## География
Селото е разположено в южния край на общината в долината на Злетовската река. Землището на Гуйновци е 5 квадратни километра, от които земеделската площ е 459 хектара - 331 хектара обработваема земя, 118 хектара пасища и 10 хектара гори.

## История
Според статистиката на Васил Кънчов („Македония. Етнография и статистика“) към 1900 година в Гойновци живеят 72 българи християни.
В началото на XX век населението на Гуйновци е под върховенството на Българската екзархия. По данни на секретаря на екзархията Димитър Мишев („La Macédoine et sa Population Chrétienne“) в 1905 година в Гуйновци (Gouïnovtzi) има 80 българи екзархисти.
В 2002 година в Гуйновци има 33 жители (18 мъже и 15 жени), които живеят в 15 домакинства, а в селото има общо 27 жилища.

## Личности
Родени в Гуйновци
- Моне Павле, българин, православен, арестуван на 20 юни 1903 година, обвинен в „участие в разбойническите активности за пренасяне и разпределяне на оръжието между населението, подготвено и внесено от страна на бунтовническите разбойници“, осъден на 15 години каторга, лежал в Скопския затвор, амнистиран с общата амнистия от 12 април 1904 година[4]